# Mark Eyskens
Mark Maria Frans Eyskens (Lovanio, 29 aprile 1933) è un politico, docente, economista e saggista belga.
Membro del Partito Popolare Cristiano, poi divenuto Cristiano-Democratici e Fiamminghi, è stato brevemente primo ministro del Belgio dal 6 aprile 1981 al 17 dicembre 1981.
È stato anche ministro per la cooperazione allo sviluppo dal 3 aprile 1979 al 22 ottobre 1980, ministro degli affari economici dal 17 dicembre 1981 al 28 novembre 1985, ministro delle finanze dal 28 novembre 1985 al 9 maggio 1988 e ministro degli affari esteri dal 19 giugno 1989 al 7 marzo 1992 nei vari governi presieduti da Wilfried Martens.

## Biografia

### Gioventù
Figlio di Gaston Eyskens e Gilberte Depetter. È sposato con Anne Rutsaert (1939), figlia di Joseph Knight Rutsaert, i due hanno cinque figli. Ha un fratello, Erik Eyskens (Lovanio 20 luglio 1935 - Anversa 31 agosto 2008), che fu un chirurgo ad Anversa. Ha avuto un altro fratello e una sorella deceduti in giovane età.
Allo scoppio della seconda guerra mondiale la madre di Eyskens fuggì con i bambini durante i bombardamenti sulla costa belga. Quando divenne chiaro che l'avanzata tedesca non poteva essere interrotta, come nella prima guerra mondiale, l'intera famiglia fuggì in Francia.

### Studi
Eyskens già eccelso durante il liceo, finì la direzione perpetuus cum primus in greco-latino, alla quale si aggiudicò una medaglia d'oro.
Nel 1956 si laureò con un dottorato in Giurisprudenza presso la Katholieke Universiteit Leuven (KU Leuven). Nel frattempo, nel 1953 - anche con meriti più alti - con un baccalaurus in Filosofia. Nel 1962 ottenne un PhD in Economia (KU Leuven), nel 1957 acquisì un Master of Arts in Economia presso la Columbia University di New York.

## Carriera accademica
Nel 1961 e l'anno successivo Eyskens divenne un professore assistente presso la Facoltà di Economia e di Scienze Economiche Applicate della Katholieke Universiteit Leuven. Diede lezioni a includere all'attuale Presidente del Consiglio Europeo Herman Van Rompuy. Nel 1965 divenne professore ordinario, incaricato nello svolgimento di corsi di economia generale, microeconomia e finanza pubblica. Dal 1976 è Professore Associato presso la stessa università.
Nel periodo 1971-1976 è stato Commissario Generale e Presidente del Consiglio di Amministrazione della struttura unitaria dell'Università Cattolica di Lovanio (UCL), è stato anche responsabile per la divisione dell'università bilingue in due università monolingue.
L'elenco delle posizioni accademiche che detiene o ha detenuto è impressionante: è un membro del Comitato belga del Club di Roma (1972-1978), membro dell'Accademia reale fiamminga del Belgio per le scienze e le arti dal 1987 e presidente nel corso del 2003-2004, membro dell'Accademia Europea, presidente del Consiglio di Amministrazione della Francquifonds, presidente dell'Accademia Cristiana per il Dialogo Europeo, presidente del Centro per la Cultura Europea, membro del Consiglio degli Amici della Hebrew University di Gerusalemme, vice presidente del Regio Istituto per le Relazioni Internazionali, presidente dell'Istituto per la Politica Europea, presidente del Consiglio Europeo della Ricerca, Presidente della Fondazione Hoover.
Ha inoltre fondato nel 1994 il programma del corso "Lezioni per il XXI secolo" alla UCL sulla quale siede. Egli è anche un membro del Gruppo Consultivo sulla Competitività (CAG) da parte della Commissione europea dal 1997.

## Carriera politica
La carriera politica iniziò quando nel 1962 Eyskens fu consigliere per l'allora ministro delle Finanze, André Dequae. Nel 1976 Eyskens fu per conto del CVP ministro nel governo guidato da Leo Tindemans. In totale Eyskens fece parte tra il 1976 e il 1992 di tredici governi consecutivi, che ricoprì con varie posizioni. Così, fu ministro delle Finanze e Ministro degli Affari Esteri. Nel 1990 lui e altri quattordici membri del governo approvarono una delle più liberali leggi sull'aborto nel mondo.

### Primo ministro
Dal 6 aprile 1981 al 17 dicembre 1981 Eyskens è stato primo ministro del Belgio per il CVP in un governo di coalizione CVP/PSC e SP/PS, il governo Eyskens. Il 21 settembre, il governo cadde dopo un conflitto per il finanziamento dell'industria siderurgica vallona. Durante le prime elezioni che seguirono l'8 novembre, una delle misure che si manifestò nel Governo Eyskens fu: l'età per esprimere il voto che doveva essere dai 18 ai 21 anni. Il 17 dicembre a Mark Eyskens subentrò Wilfried Martens, che fu anche il suo predecessore come primo ministro.
Il Governo Eyskens non produsse mai una ripresa sulla situazione economica problematica e le finanze dello Stato. Così scriveva il giornalista Rik Van Cauwelaert sul quotidiano De Tijd l'11 ottobre 2013:

## Dopo l'incarico di Primo ministro

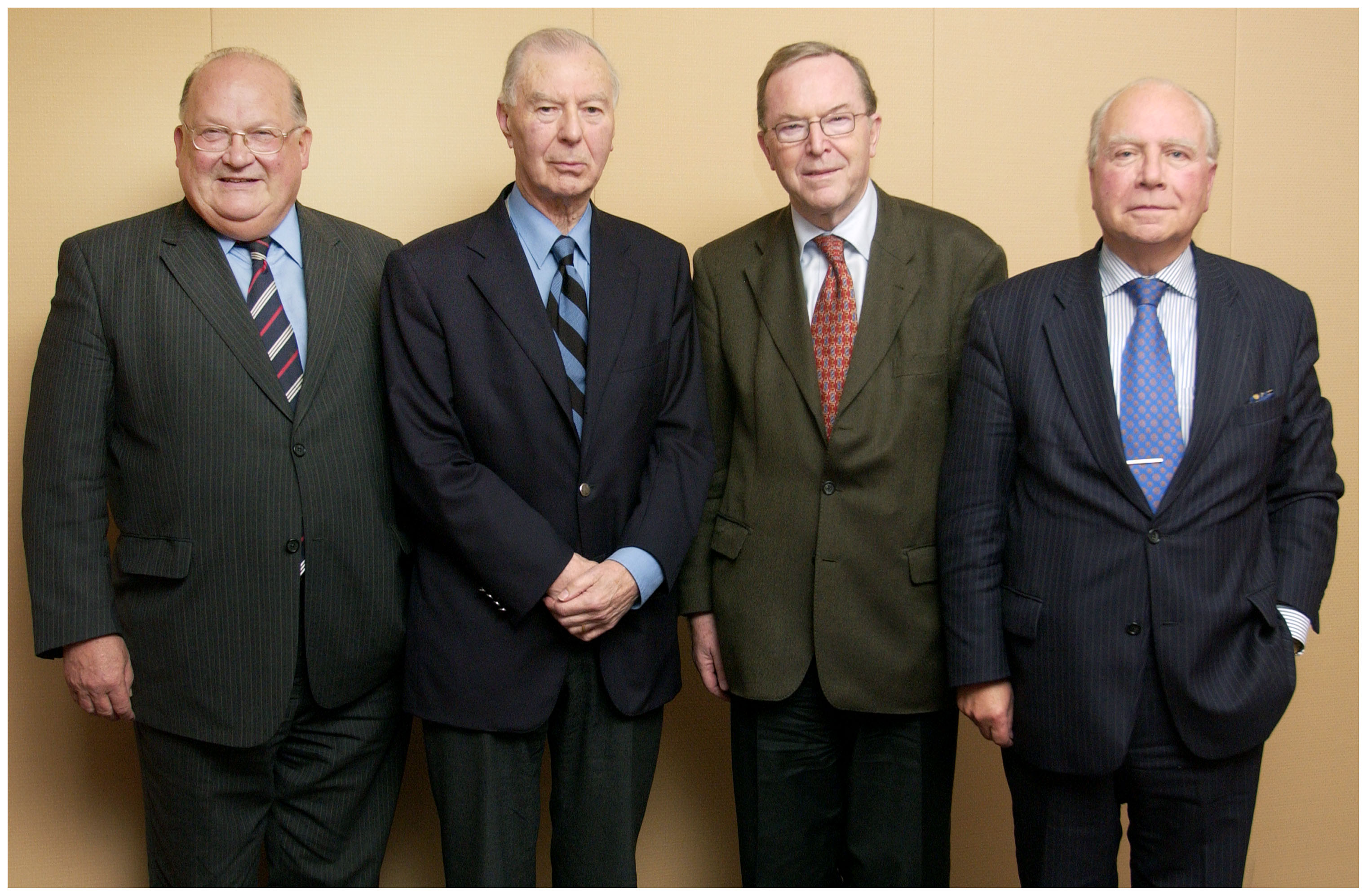
Mark Eyskens (ultimo a destra) insieme a Jean-Luc Dehaene, Leo Tindemans e Wilfried Martens

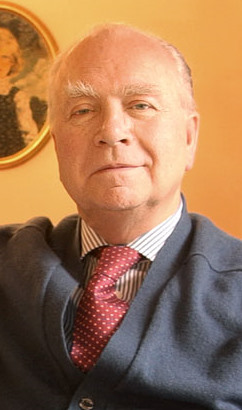
Mark Eyskens nel 2011

Eyskens fu deputato per il distretto di Lovanio dal 1977 al 1995. Dal 1992 è membro del Consiglio d'Europa e dell'Assemblea dell'Unione dell'Europa Occidentale. Inoltre, nel 1992 fu di nuovo professore di economia e rimase tale fino al suo pensionamento nel novembre 1998. È presidente onorario di Conferenza Olivaint del Belgio.
È stato anche membro del Consiglio Provinciale del Brabante Fiammingo.
Eyskens è conosciuto come un conversatore multilingue e divertente. Ha pubblicato un gran numero di libri, per lo più a contenuto saggistico. Egli è anche un pittore dilettante, il lavoro si discute con umorismo.

## Opere e Pubblicazioni
- De rationalisatie van het gedrag van de consument, Uystpruyst, Leuven, 1962.
- Inleiding tot de economische wetenschap, collegenota's, twee delen, Wouters, 1965.
- Micro-economische theorie, collegenota's, twee delen, Wouters, 1966.
- Economie als tijdverdrijf De Nederlandsche Boekhandel, 1969.
- Uitdagingen voor een moderne universiteit, Leuven, 1970.
- Van gisteren naar morgen, economisch bekeken, DNB, Pelckmans, 1971.
- Open brief aan de studenten, Lannoo, 1973.
- Ambrunetië of het Avondland in de Morgen, DNB,1974.
- Bouwstenen van de gemengde Economie, twee delen, Standaard wetenschappelijke uitgeverij, 1976.
- Economie van Nu en Straks, DNB, 1977.
- Ambrunise ou la quadrature du siécle, Arts et Voyages, 1977
- Brief aan de Ambrunetiërs, DNB, 1978.
- Één Aarde, twee werelden, Min. Ontwikkelingssamenwerking, 1979.
- Une terre, deux mondes, Min. de la coopération au développement, 1979.
- Bron en Horizon. Het avondland uit de impasse, Lannoo, 1985.
- La source et l'Horizon. Le redressement de la société Européenne, Duculot, 1985
- Economie voor iedereen, Pelckmans, 1989.
- Het storende levensverhaal van Professor J.K. Mortal. Een boek over mens en men, Lannoo, 1989.
- Economie pour tous, Labor, 1990.
- Wegwijs Geld, met R. Dillemans en W. van Gerven, eerste deel, Davidsfonds, 1990.
- From detente to entente. The impact of the implosion of communism, Minaffet, 1990.
- Vie et mort de J.K. Mortal, professeur extraordinaire, Albatros, Paris, 1991.
- Buitenlandse zaken 1989-92. Van confrontatie naar coöperatie, Lannoo, 1992.
- Affaires Etrangères 1989-92, De la coopération à la confrontation, Créart, 1993.
- Vaders Dood en Leven, in 'De Memoires van Gaston Eyskens', Lannoo, 1993.
- Beleving en Belofte. Een Nieuwjaarstijding. Toespraak van Mark Eyskens op de voorstelling van de Memoires van Gaston Eyskens, Lannoo, 1994.
- De grote verjaring, van de 20ste eeuw naar het 3de millennium, Lannoo, 1994.
- Is verandering vooruitgang? De maatschappelijke gevolgen van de 3de industriële revolutie, Davidsfonds, 1995.
- Le fleuve et l'océan. Du vingtième siècle au troisième millénaire, Racine, 1995.
- Lessen voor de 21ste eeuw, eerste hoofdstuk in collectief werk', LeuvenUP, 1995.
- De reis naar Dabar. Een metafysische thriller, Lannoo, 1996.
- L'affaire Titus. Métaroman, Racine, 1998.
- De Lust der verbeelding, Lannoo, 1998.
- Er zijn geen economische problemen. Pleidooi voor een meta-economie, Davidsfonds, 1999.
- Democratie tussen spin en web, Leuven Universitaire pers, 1999.
- Leven in tijden van Godsverduistering, Lannoo, 2001.
- Geloof en Hoop, Universitaire parochie, 2002.
- Het verdriet van het werelddorp, Davidsfonds, 2001.
- Het hijgen van de geschiedenis, Lannoo, 2003.
- De houdbaarheid van de welvaartsstaat. De onmogelijkheid van het noodzakelijke, VKW, 2004.
- Omdat wij van de avond nooit genezen. Een poëtische kroniek, Davidsfonds, 2004.
- De Oude Prof en de zee. Tweespraak over zin en zijn, Lannoo, 2005.
- Mijn levens. Een reis door de tijd, Lannoo, 2008.
- A la recherche du temps vécu. Mes vies, Racine, 2010.
- Mijn Amerika, Pelckmans, 2012 (bijdrage)
- Macht en gezag, Witsand Uitgevers, 2013

## Nei media
- Eyskens ebbe un cameo nel fumetto Nero da Marc Sleen. Nell'album De A-straal  (1981) si trova Adhemar, un'arma da cui il raggio rende tutti generosi e buoni di cuore. Ad un certo punto, questo A-straal viene rubato da Polo, un gelataio che vuole vendere l'arma. Eyskens a Eyskens vedendo questo sceneggiato trovarono particolarmente interessante il modo di fare le loro tasse (riga 38-40).
- Lui e Willy Claes vengono criticati nella canzone "Japanneezaffaire" dai The Strangers
- Eyskens ebbe con suo padre, Gaston Eyskens un cameo nel fumetto satirico Pest in 't Paleis (1983) di Jan Bosschaert e Guido van Meir. Ha avuto il ruolo di Marcus Excus, "alchimista da padre in figlio."
- Nel 2007 Eyskens ha partecipato al quiz De Slimste Mens ter Wereld.. Dopo la sua eliminazione, ha riferito, "che ha notato che ci sono ancora grandi lacune nella sua conoscenza." Per ovviare che avrebbe fatto qualche "studio e iniziato a leggere su Wikipedia."
- Nel 2009 Eyskens fu uno dei giudici del programma televisivo "L'Uomo più intelligente nel mondo" nel canale fiammingo Één.